# Schrankia daviesi
Schrankia daviesi là một loài bướm đêm trong họ Erebidae.